# Middletown (Illinois)
Middletown – wieś w Stanach Zjednoczonych, w stanie Illinois, w hrabstwie Logan.